# Elencos da Team Bonitos
A equipa ciclista profissional sul-africano Team Bonitas tem tido, durante toda a sua história, os seguintes elencos:

## 2011
| Nome                 | Nascimento | Nacionalidade | Equipa de 2010                  |
| Jason Bakke          | 11/12/1989 | África do Sul | House of Paint (2009)           |
| Gabriel Combrinck    | 05/04/1986 | África do Sul | Neoprofessional                 |
| Tyler Day            | 20/11/1989 | África do Sul | Neoprofessional                 |
| Johannes Kachelhofer | 28/08/1985 | África do Sul | House of Paint (2008)           |
| Luthando Kaka        | 01/06/1986 | África do Sul | Glud & Marstrand Horsens (2009) |
| Malcolm Lange        | 22/11/1973 | África do Sul | MTN (2008)                      |
| Darren Lill          | 20/08/1982 | África do Sul | Fly V Australia                 |
| Neil McDonald        | 28/02/1977 | África do Sul | MTN (2008)                      |
| Johann Rabie         | 08/03/1987 | África do Sul | Neotel (2008)                   |
| Jim Songezo          | 17/09/1990 | África do Sul | Neoprofessional                 |
| Waylon Woolcock      | 08/07/1982 | África do Sul | MTN (2008)                      |

## 2012
| Nome                  | Nascimento | Nacionalidade | Equipa de 2011         |
| Jason Bakke           | 11/12/1989 | África do Sul | Team Bonitas           |
| Tyler Day             | 20/11/1989 | África do Sul | Team Bonitas           |
| Herman Fouché         | 30/03/1987 | África do Sul | Team Neotel (em 2009)  |
| Stefan Ihlenfeldt     | 08/06/1989 | África do Sul | Neoprofissional        |
| Johannes Kachelhofer  | 28/08/1985 | África do Sul | Team Bonitas           |
| Luthando Kaka         | 01/06/1986 | África do Sul | Team Bonitas           |
| Hendrik Kruger        | 30/07/1991 | África do Sul | Neoprofissional        |
| Darren Lill           | 20/08/1982 | África do Sul | Team Bonitas           |
| Neil McDonald         | 28/02/1977 | África do Sul | Team Bonitas           |
| Ian Mcleod            | 03/10/1980 | África do Sul | MTN Energade (em 2010) |
| Johann Rabie          | 08/03/1987 | África do Sul | Team Bonitas           |
| Christoff Van Heerden | 13/01/1985 | África do Sul | MTN Qhubeka            |
| Waylon Woolcock       | 08/07/1982 | África do Sul | Team Bonitas           |

1. ↑  Desde 1 de agosto.
2. ↑  Desde 20 de setembro.